# Pieśń I (inc. Przeciwne chmury słońce nam zakryły)

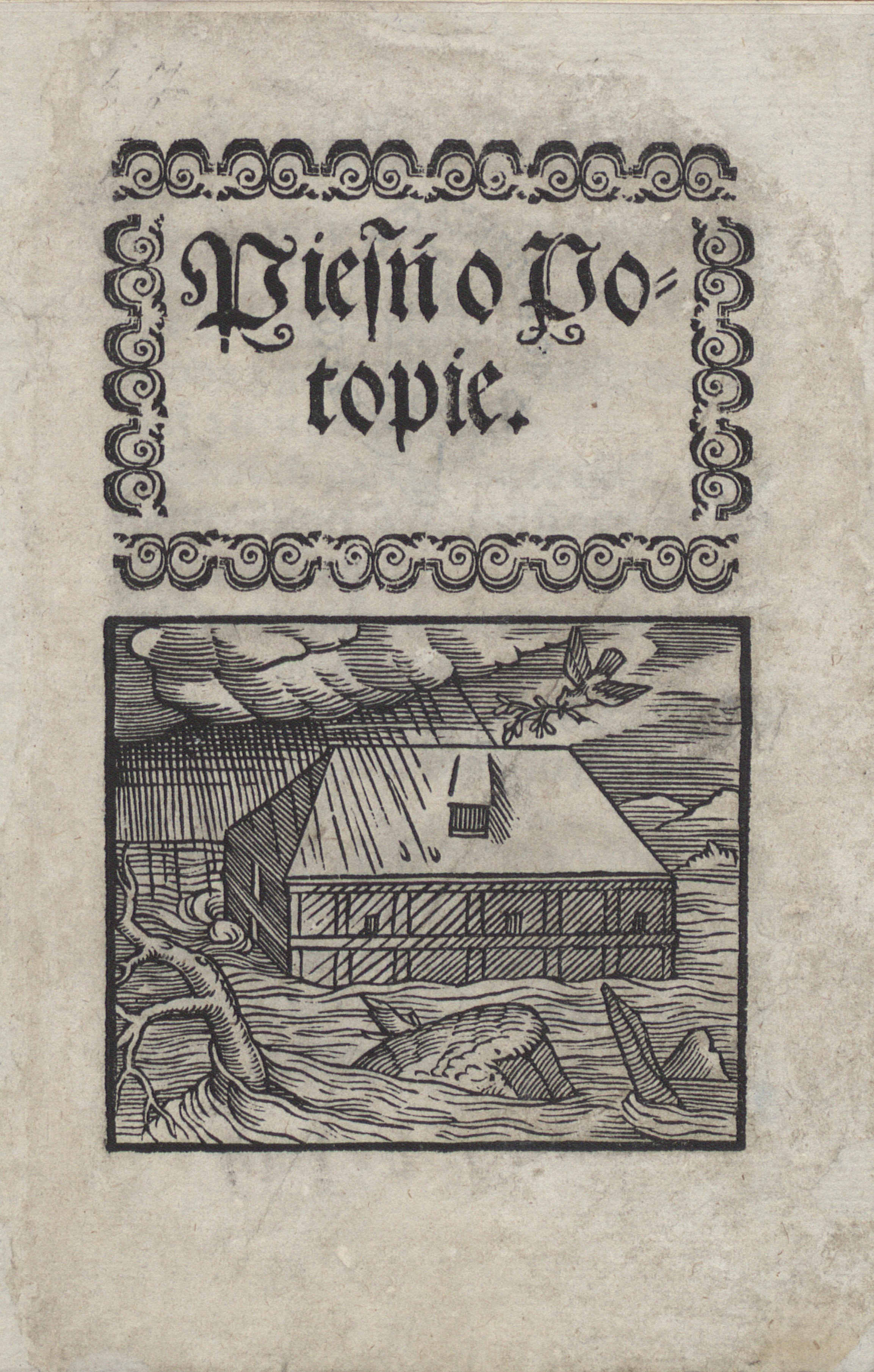
Strona tytułowa wydania Pieśni o potopie z około 1570

Pieśń I [inc. Przeciwne chmury słońce nam zakryły] (znana też jako Pieśń o potopie) – pieśń Jana Kochanowskiego, opublikowana po raz pierwszy prawdopodobnie ok. 1570, a następnie, w wersji poprawionej przez autora, w zbiorze Pieśni księgi dwoje w 1586. Utwór podejmuje temat Boga karzącego ludzkie grzechy klęską potopu.

## Czas powstania i publikacji utworu
Nie wiadomo dokładnie kiedy powstała Pieśń o potopie. Badacze wskazują, że mogła powstać ok. 1550 lub w czasie pobytu poety w Padwie, ewentualnie w połowie 1557 roku. Pierwsza redakcja tekstu ukazała się dwukrotnie w roku 1570 (w drugiej, zmienionej wersji, utwór został opublikowany w zbiorze Pieśni księgi dwoje w 1586); mogła być jednak drukowana również wcześniej, krążyła też na pewno w odpisach. Piotr Statorius-Stojeński, autor gramatyki języka polskiego pt. Polonicae grammatices institutio, przytoczył tekst utworu w swoim podręczniku, musiał więc znać go w połowie 1567 roku. Nie wiadomo, czy Stoiński znał zarówno wcześniejszą, jak i późniejszą, poprawioną przez autora, redakcję pieśni – jego cytaty nie zgadzają się dokładnie z wczesną wersją utworu, mogą więc stanowić kontaminację obu redakcji, ale różnice mogą też wynikać z błędu kopisty lub drukarza. Co prawda wczesne wydanie tej pieśni znalazło się w kancjonale biblioteki Zamoyskich, zawierającym druki z lat 1558–1561, ale nie ma pewności, czy Pieśń o potopie nie została dołączona do tego zbioru znacznie później.

## Różnice w wydaniach pieśni
Obie redakcje pieśni różnią się przede wszystkim zakończeniem – w redakcji pierwszej pieśń kończy się strofą : Lecz to nam dawno Bóg obiecał z nieba, / Że się takich wód bać już nie potrzeba; / Dziękujmy jemu z prawego serca / Za dobrodziejstwa.. Z tej zwrotki Kochanowski zrezygnował w wersji poprawionej, zastępując ją strofą: Pomni się lutni! Nie twojej to głowy / Wspominać Boga żywego rozmowy! / Każ ty nam zasieść przy ciepłym kominie, / Aż zły czas minie. Wpływ na to mogła mieć dbałość poety o czystość dźwiękową utworu, a w związku z tym rezygnacja z niedokładnych i mazurzących rymów (serca – dobrodziejstwa, podobnie jak w wersach 3–4 rym Wisła – wyszła zastąpił w nowej redakcji rymem Wilna – silna), troska o wymowę utworu (poeta mógł chcieć uniknąć zawartej w pierwszej wersji sugestii, że człowiek może zawrzeć równostronne porozumienie z Bogiem lub zastąpić jednoznacznie optymistyczną konkluzję uchyleniem się od rozważania kwestii boskich>) oraz chęć nawiązania do poezji Horacego – końcowa strofa drugiej redakcji stanowi parafrazę fragmentu ody rzymskiego poety (Carmina III, 3) – Non hoc iocosae conveniet lyrae; / Quo, Musa tendis? desine pervicax / Referre sermones deorum et / Magna modis tenuare parvis.

## Zarys treści
Utwór podejmuje temat Boga zagniewanego na człowieka i karzącego jego grzechy za pomocą klęsk naturalnych – przez ludzkie przewiny Stwórca zakłóca wyznaczony przez siebie ład i harmonię. Pieśń zawiera dramatyczną i groźną wizję przyrody oraz nawiązuje do opowieści o biblijnym potopie i przypomnieniem obietnicy, jaką Bóg dał Noemu.

## Forma utworu
W Pieśni o potopie Kochanowski wykorzystał strofę saficką (11a, 11a, 11b, 5b), wykorzystywaną przez Horacego. Poeta zastosował liczne przerzutnie, pozwalające na zachowanie swobody intonacyjno-składniowej. Wczesne wydania utworu przy pierwszym wersie zawierały wskazówki dla wykonawców (Repet<itio>), co świadczy o tym, że Pieśń o potopie była traktowana jako przeznaczona do śpiewu.